# Paul Leborgne
 (février 2017).
Si vous disposez d'ouvrages ou d'articles de référence ou si vous connaissez des sites web de qualité traitant du thème abordé ici, merci de compléter l'article en donnant les références utiles à sa vérifiabilité et en les liant à la section « Notes et références ».
Paul Anatole Leborgne, né Le Borgne le 12 décembre 1846 à Angers et mort le 4 mai 1910 à Paris (2e arrondissement), est un dessinateur, graveur et ciseleur français, fils de Joseph Pierre Eugène Le Borgne (1817-1864) et d'Anne Lizé.

## Biographie
Nommé officier d'Académie, il fut professeur à l'École Boulle.
Il est connu pour avoir été le grand spécialiste, en son temps, pour son travail artistique concernant les monogrammes et chiffres au XIXe siècle, et pour avoir été également l'un des graveurs (sur métal, etc.) de l'empereur Napoléon III.
Il travailla et collabora aussi avec Frédéric Boucheron, un grand orfèvre-bijoutier parisien réputé.

## Œuvres
- Paul Leborgne, Les chiffres au XIXe siècle par Paul Leborgne, Paris, A. Calavas, 1880-1891 (OCLC 986784623) (feuillets mobiles avec un feuillet par lettre, de A à Z)[3].